# Przełęcz pod Wysoką
Przełęcz pod Wysoką (słow. Štrbina pod Ťažkým štítom, niem. Martin Roth-Scharte, węg. Róth Márton-csorba) – przełęcz położona na wysokości 2471 m n.p.m. znajdująca się w głównej grani Tatr w słowackiej części Tatr Wysokich. Przełęcz ta oddziela masyw Wysokiej od sąsiadującego z nim na północnym zachodzie Ciężkiego Szczytu. Pomiędzy przełęczą a północno-zachodnim wierzchołkiem Wysokiej znajduje się jeszcze turniczka Wyżni Pazdur). Na siodło Przełęczy pod Wysoką nie prowadzą żadne znakowane szlaki turystyczne, jest ona dostępna jedynie dla taterników.
Polska nazwa Przełęczy pod Wysoką pochodzi od Wysokiej, natomiast słowackie nazewnictwo wywodzi się od Ciężkiego Szczytu.
Pierwsze wejście: Ernst Dubke i przewodnik Johann Franz senior, 9 lipca 1904 r.